# Abercrombie Mountain
Abercrombie Mountain – szczyt w USA, w stanie Waszyngton, położony 20 km na wschód od Northport. Szczyt leży w paśmie gór Selkirk, w odległości 8 km od granicy z Kolumbią Brytyjską w Kanadzie, na terenie obszaru chronionego Colville National Forest. Jest to najwyższy szczyt hrabstwa (Stevens).
Na wierzchołek prowadzą dwa szlaki: nr 117 o długości 5,1 km  oraz nr 502  z Flume Creek o długości 12 km.